# Danilo Türk
Danilo Türk (Maribor, 19. veljače 1952.), slovenski političar, pravnik i diplomat, bivši predsjednik Republike Slovenije.
Završio je II. gimnaziju u Mariboru, Pravni fakultet u Ljubljani i magistrirao je na Sveučilištu u Beogradu. Bio je prvi slovenski veleposlanik Ujedinjenih naroda u New Yorku. Do izbora za predsjednika bio je profesor pravnog fakulteta.
Dana 11. studenog 2007. na predsjedničkim izborima pobijedio je Lojza Peterlea sa 69,7% glasova u drugom krugu glasovanja. Na sljedećim predsjedničkim izborima, u prosincu 2012. godine, izgubio je od Boruta Pahora s 32,63 % osvojenih glasova u drugom krugu.